# Atletismo nos Jogos Olímpicos de Verão de 2012 - 100 m com barreiras feminino

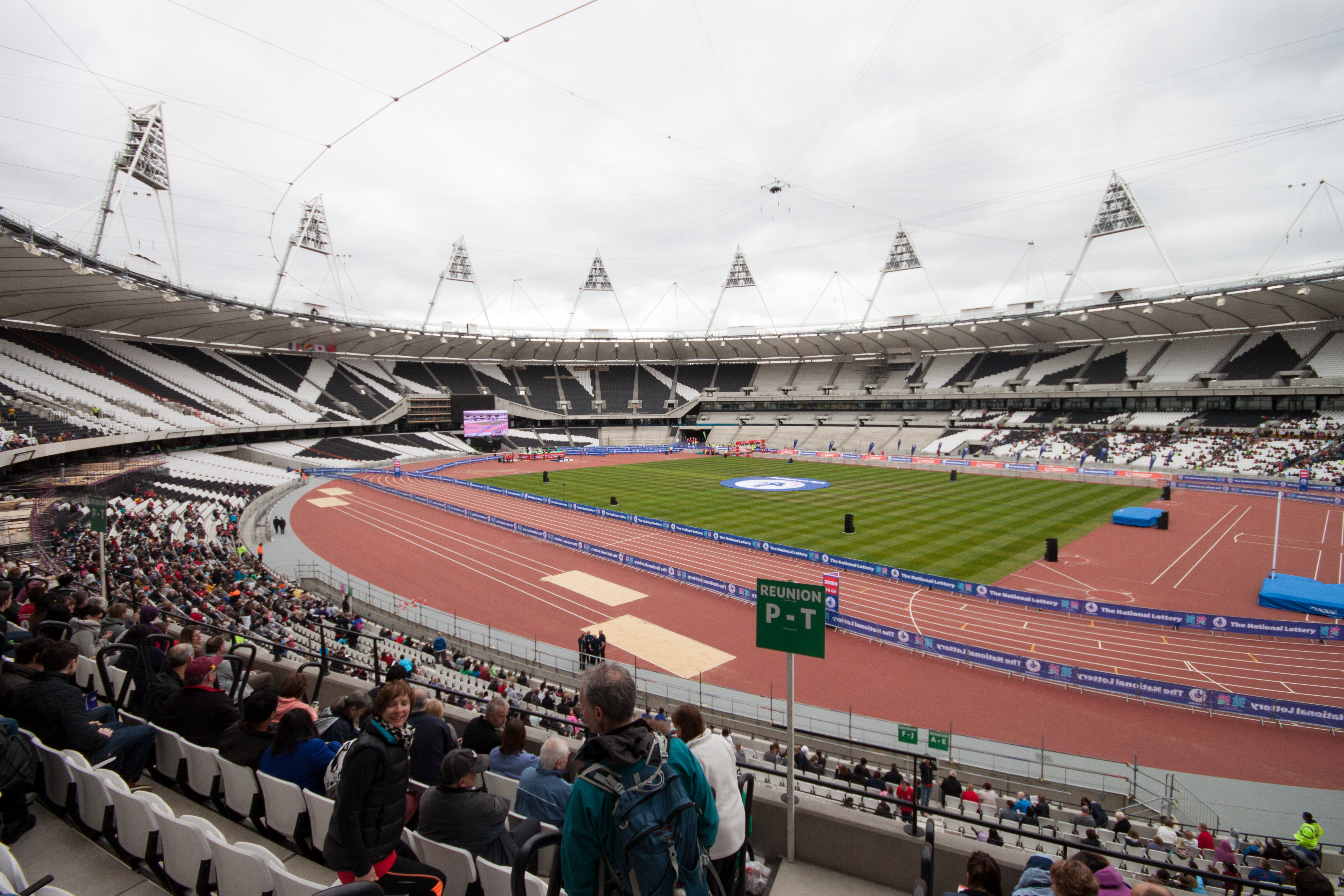
Interior do Estádio Olímpico de Londres (London Olympic Stadium) em março de 2012.

A competição dos 100 metros com barreiras feminino nos Jogos Olímpicos de Verão de 2012 aconteceu nos dias 6 e 7 de agosto no Estádio Olímpico de Londres.
Campeã mundial em 2011, Sally Pearson conquistou a medalha de ouro para a Austrália ao vencer a final com o tempo de 12s35, estabelecendo um novo recorde olímpico.

## Calendário
Horário local (UTC+1).
| Data        | Horário | Fase            |
| ----------- | ------- | --------------- |
| 6 de agosto | 10:05   | Primeira rodada |
| 7 de agosto | 19:15   | Semifinais      |
| 7 de agosto | 21:00   | Final           |

## Medalhistas
| Ouro   | AUS Sally Pearson |
| Prata  | USA Dawn Harper   |
| Bronze | USA Kellie Wells  |

## Recordes
Antes desta competição, os recordes mundiais e olímpicos da prova eram os seguintes:
| Tipo | Atleta           | Tempo   | Local        | Data                 |
| ---- | ---------------- | ------- | ------------ | -------------------- |
|      | Yordanka Donkova | 12,21 s | Stara Zagora | 20 de agosto de 1988 |
|      | Joanna Hayes     | 12,37 s | Atenas       | 24 de agosto de 2004 |

Os seguintes recordes mundiais e/ou olímpicos foram estabelecidos durante esta competição:
| Data        | Evento | Atleta            | Tempo   | Notas            |
| ----------- | ------ | ----------------- | ------- | ---------------- |
| 7 de agosto | Final  | AUS Sally Pearson | 12,35 s | Recorde olímpico |

## Primeira fase

### Bateria 1
| Pos. | Nome            | CON                 | Tempo           | Notas                |
| ---- | --------------- | ------------------- | --------------- | -------------------- |
| 1    | Alina Talay     | BLR Bielorrússia    | 12.71           | Q,                   |
| 2    | Jessica Zelinka | CAN Canadá          | 12.75           | Q                    |
| 3    | Tiffany Porter  | GBR Grã-Bretanha    | 12.79           | Q                    |
| 4    | Anne Zagré      | BEL Bélgica         | 13.04           | q                    |
| 5    | Marina Tomić    | SLO Eslovênia       | 13.10           |                      |
| 6    | Rosvitha Okou   | CIV Costa do Marfim | 13.62           | Recorde da temporada |
| 7    | Ayako Kimura    | JPN Japão           | 13.75           |                      |
| —    | Rahmatou Dramé  | MLI Mali            | —               | DSQ                  |
|      |                 |                     | Vento: +0.6 m/s |                      |

### Bateria 2
| Pos. | Nome                  | CON                     | Tempo           | Notas                |
| ---- | --------------------- | ----------------------- | --------------- | -------------------- |
| 1    | Beate Schrott         | AUT Áustria             | 13.09           | Q                    |
| 2    | Eline Berings         | BEL Bélgica             | 13.46           | Q                    |
| 3    | Ivanique Kemp         | BAH Bahamas             | 13.51           | Q                    |
| 4    | Seun Adigun           | NGR Nigéria             | 13.56           |                      |
| 5    | Anastassiya Pilipenko | KAZ Cazaquistão         | 13.77           |                      |
| 6    | Lecabela Quaresma     | STP São Tomé e Príncipe | 14.56           | Recorde da temporada |
| —    | Jessica Ennis         | GBR Grã-Bretanha        | —               | DNS                  |
| —    | Latoya Greaves        | JAM Jamaica             | —               | DNS                  |
|      |                       |                         | Vento: +0.1 m/s |                      |

### Bateria 3
| Pos. | Nome                | CON                 | Tempo           | Notas           |
| ---- | ------------------- | ------------------- | --------------- | --------------- |
| 1    | Kellie Wells        | USA Estados Unidos  | 12.69           | Q               |
| 2    | Tatyana Dektyareva  | RUS Rússia          | 12.87           | Q               |
| 3    | Lucie Škrobáková    | CZE República Checa | 13.01           | Q,              |
| 4    | Cindy Roleder       | GER Alemanha        | 13.06           | q               |
| 5    | Shermaine Williams  | JAM Jamaica         | 13.07           | q               |
| 6    | Lina Flórez         | COL Colômbia        | 13.17           |                 |
| 7    | Natalya Ivoninskaya | KAZ Cazaquistão     | 13.48           |                 |
| 8    | Marthe Koala        | BUR Burquina Fasso  | 13.91           | Recorde pessoal |
|      |                     |                     | Vento: –0.3 m/s |                 |

### Bateria 4
| Pos. | Nome                  | CON                | Tempo           | Notas                |
| ---- | --------------------- | ------------------ | --------------- | -------------------- |
| 1    | Nevin Yanıt           | TUR Turquia        | 12.70           | Q                    |
| 2    | Dawn Harper           | USA Estados Unidos | 12.75           | Q                    |
| 3    | Yekaterina Galitskaya | RUS Rússia         | 12.89           | Q                    |
| 4    | Derval O'Rourke       | IRL Irlanda        | 12.91           | q,                   |
| 5    | Nikkita Holder        | CAN Canadá         | 12.93           | q                    |
| 6    | Brigitte Merlano      | COL Colômbia       | 13.21           | Recorde da temporada |
| 7    | Jung Hye-Lim          | KOR Coreia do Sul  | 13.48           |                      |
| 8    | Jeimy Bernárdez       | HON Honduras       | 14.36           |                      |
|      |                       |                    | Vento: –0.7 m/s |                      |

### Bateria 5
| Pos. | Nome                  | CON                      | Tempo           | Notas                |
| ---- | --------------------- | ------------------------ | --------------- | -------------------- |
| 1    | Sally Pearson         | AUS Austrália            | 12.57           | Q                    |
| 2    | Reïna-Flor Okori      | FRA França               | 13.01           | Q                    |
| 3    | Carolin Nytra         | GER Alemanha             | 13.30           | Q                    |
| 4    | Anastasiya Soprunova  | KAZ Cazaquistão          | 13.40           |                      |
| 5    | Sonata Tamošaitytė    | LTU Lituânia             | 13.59           |                      |
| 6    | Lavonne Idlette       | DOM República Dominicana | 13.60           |                      |
| 7    | Dipna Lim Prasad      | SIN Singapura            | 14.68           | Recorde da temporada |
| 8    | Silvia Panguana       | MOZ Moçambique           | 14.68           | Recorde pessoal      |
| —    | Ekaterina Poplavskaya | BLR Bielorrússia         | —               | DSQ                  |
|      |                       |                          | Vento: –0.1 m/s |                      |

### Bateria 6
| Pos. | Nome                   | CON                  | Tempo           | Notas                |
| ---- | ---------------------- | -------------------- | --------------- | -------------------- |
| 1    | Lolo Jones             | USA Estados Unidos   | 12.68           | Q,                   |
| 2    | Phylicia George        | CAN Canadá           | 12.83           | Q                    |
| 3    | Marzia Caravelli       | ITA Itália           | 13.01           | Q                    |
| 4    | Yuliya Kondakova       | RUS Rússia           | 13.10           | q                    |
| 5    | Sun Yawei              | CHN China            | 13.26           |                      |
| 6    | Noemi Zbären           | SUI Suíça            | 13.33           |                      |
| 7    | Brigitte Foster-Hylton | JAM Jamaica          | 13.98           |                      |
| 8    | Odile Ahouanwanou      | BEN Benim            | 14.76           | Recorde nacional     |
| 9    | Bibiana Olama          | GEQ Guiné Equatorial | 16.18           | Recorde da temporada |
|      |                        |                      | Vento: +0.4 m/s |                      |

## Semifinais

### Bateria 1
| Pos. | Nome                  | CON                | Tempo           | Notas |
| ---- | --------------------- | ------------------ | --------------- | ----- |
| 1    | Dawn Harper           | USA Estados Unidos | 12.46           | Q,    |
| 2    | Beate Schrott         | AUT Áustria        | 12.83           | Q     |
| 3    | Shermaine Williams    | JAM Jamaica        | 12.83           |       |
| 4    | Alina Talay           | BLR Bielorrússia   | 12.84           |       |
| 5    | Yekaterina Galitskaya | RUS Rússia         | 12.90           |       |
| 6    | Nikkita Holder        | CAN Canadá         | 12.93           |       |
| 7    | Carolin Nytra         | GER Alemanha       | 13.31           |       |
| —    | Reïna-Flor Okori      | FRA França         | —               | DSQ   |
|      |                       |                    | Vento: +0.9 m/s |       |

### Bateria 2
| Pos. | Nome             | CON                | Tempo           | Notas |
| ---- | ---------------- | ------------------ | --------------- | ----- |
| 1    | Sally Pearson    | AUS Austrália      | 12.39           | Q,    |
| 2    | Jessica Zelinka  | CAN Canadá         | 12.66           | Q     |
| 3    | Lolo Jones       | USA Estados Unidos | 12.71           | q     |
| 4    | Tiffany Porter   | GBR Grã-Bretanha   | 12.79           |       |
| 5    | Derval O'Rourke  | IRL Irlanda        | 12.91           | =     |
| 6    | Yuliya Kondakova | RUS Rússia         | 13.13           |       |
| 7    | Eline Berings    | BEL Bélgica        | 13.26           |       |
| 8    | Ivanique Kemp    | BAH Bahamas        | 13.56           |       |
|      |                  |                    | Vento: +1.3 m/s |       |

### Bateria 3
| Pos. | Nome               | CON                 | Tempo           | Notas                |
| ---- | ------------------ | ------------------- | --------------- | -------------------- |
| 1    | Kellie Wells       | USA Estados Unidos  | 12.51           | Q,                   |
| 2    | Nevin Yanıt        | TUR Turquia         | 12.58           | Q,                   |
| 3    | Phylicia George    | CAN Canadá          | 12.65           | q,                   |
| 4    | Tatyana Dektyareva | RUS Rússia          | 12.75           | Recorde da temporada |
| 5    | Lucie Škrobáková   | CZE República Checa | 12.81           | Recorde da temporada |
| 6    | Anne Zagré         | BEL Bélgica         | 12.94           |                      |
| 7    | Cindy Roleder      | GER Alemanha        | 13.02           |                      |
| —    | Marzia Caravelli   | ITA Itália          | —               | DSQ                  |
|      |                    |                     | Vento: +0.6 m/s |                      |

## Final
| Pos.              | Raia | Nome            | CON                | Reação          | Tempo | Notas                |
| ----------------- | ---- | --------------- | ------------------ | --------------- | ----- | -------------------- |
| Medalha de ouro   | 7    | Sally Pearson   | AUS Austrália      | 0.137           | 12.35 | Recorde olímpico     |
| Medalha de prata  | 4    | Dawn Harper     | USA Estados Unidos | 0.156           | 12.37 | Recorde pessoal      |
| Medalha de bronze | 5    | Kellie Wells    | USA Estados Unidos | 0.137           | 12.48 | Recorde pessoal      |
| 4                 | 2    | Lolo Jones      | USA Estados Unidos | 0.163           | 12.58 | Recorde da temporada |
| 5                 | 6    | Nevin Yanıt     | TUR Turquia        | 0.161           | 12.58 | =                    |
| 6                 | 3    | Phylicia George | CAN Canadá         | 0.152           | 12.65 | =                    |
| 7                 | 8    | Jessica Zelinka | CAN Canadá         | 0.145           | 12.69 |                      |
| 8                 | 9    | Beate Schrott   | AUT Áustria        | 0.156           | 13.07 |                      |
|                   |      |                 |                    | Vento: –0.2 m/s |       |                      |

Legenda
| Recorde mundial      | Recorde mundial (World record)               |                       | Recorde africano                      | Recorde africano (African) |                                           | Q | Classificado por posição (Qualified) |
| Recorde olímpico     | Recorde olímpico (Olympic record)            | Recorde da América    | Recorde da América (Americas)         | q                          | Classificado por melhor tempo (Qualified) |   |                                      |
| Melhor marca do ano  | Melhor marca do ano (World leading)          | Recorde asiático      | Recorde asiático (Asian)              | DNS                        | Não largou (Did not start)                |   |                                      |
| Recorde nacional     | Recorde nacional (National record)           | Recorde europeu       | Recorde europeu (European)            | DNF                        | Não terminou (Did not finish)             |   |                                      |
| Recorde pessoal      | Recorde pessoal do atleta (Personal best)    | Recorde da Oceania    | Recorde da Oceania (Oceania)          | DSQ / DQ                   | Desclassificado (Disqualified)            |   |                                      |
| Recorde da temporada | Recorde da temporada do atleta (Season best) | Recorde sul-americano | Recorde sul-americano (South America) | NM                         | Sem marca (No mark)                       |   |                                      |